# Jan Lála
Jan Lála (* 10. September 1938 in Libická Lhotka, Tschechoslowakei) ist ein ehemaliger tschechoslowakischer Fußballspieler. Mit der Tschechoslowakischen Nationalmannschaft wurde er 1962 Vizeweltmeister.

## Karriere
Jan Lála begann mit dem Fußballspielen bei Meteor Žižkov, einem kleineren Verein in Prag. Später spielte der Verteidiger für Čechie Karlín. Mit 17 Jahren wechselte Lála zu Slavia Prag, wo er 1956 in der ersten Mannschaft debütierte. Zunächst wurde er vor allem als Allrounder im Mittelfeld eingesetzt, schließlich fand er eine feste Position auf der rechten Abwehrseite.
1958 verließ Lála Slavia, um seinen zweijährigen Armeedienst bei Dukla Pardubice abzuleisten. Am Ende seines Engagements in Pardubice wurde ihm vorgeworfen, ein Spiel verschoben zu haben. Lála drohte eine zweijährige Sperre, von der man schließlich doch absah.
1960 kehrte Lála zu Slavia zurück, das am Saisonende in die 2. Liga abstieg, 1961/62 aber den sofortigen Wiederaufstieg schaffte. Lála, inzwischen zu einem der besten Rechtsverteidiger der Tschechoslowakei geworden, wurde am 22. April 1962 als Zweitligaspieler in die Nationalmannschaft berufen. Um den jungen Abwehrspieler buhlte Sparta Prag, er wurde zu einem Wechsel zum Armeeverein Dukla Prag gedrängt, aber Lála widerstand und blieb bei Slavia.
Bei der Fußball-Weltmeisterschaft 1962 in Chile war er eine wichtige Stütze der Tschechoslowakischen Mannschaft, die sich bis in das Finale spielte, das mit 1:3 gegen Brasilien verloren wurde. Bis 1967 absolvierte Lála 37 Länderspiele, beim 2:1 gegen Polen am 28. Oktober 1962 schoss er sein einziges Tor. 1964 spielte er in einer Europaauswahl gegen Jugoslawien.
Auf Klubebene konnte Lála keine großen Erfolge feiern und blieb ohne Titel. Slavia stieg 1963 erneut aus der 1. Liga ab und kehrte diesmal erst nach zwei Jahren in der 2. Liga 1965 zurück. In der Spielzeit 1965/66 verpasste der Aufsteiger nur aufgrund der schlechteren Tordifferenz den Gewinn der Meisterschaft.
Mit knapp 31 Jahren verließ Lála Slavia Prag in Richtung Schweiz, wo er mit Lausanne-Sports in der Saison 1969/70 den Titel nur um einen Punkt verpasste. 1973 kehrte er in die Tschechoslowakei zurück und ließ seine Laufbahn bei Spartak Ústí nad Labem ausklingen.